# Mistrzostwa Ameryki Środkowej i Karaibów w Lekkoatletyce 1979
7. Mistrzostwa Ameryki Środkowej i Karaibów w Lekkoatletyce – zawody lekkoatletyczne, które odbyły się w dniach 15-17 czerwca 1979 w Guadalajarze.

## Rezultaty

### Mężczyźni
| Konkurencja                   | 1. miejsce                                                                  | Wynik   | 2. miejsce                                                            | Wynik   | 3. miejsce                                                                  | Wynik   |
| ----------------------------- | --------------------------------------------------------------------------- | ------- | --------------------------------------------------------------------- | ------- | --------------------------------------------------------------------------- | ------- |
| Bieg na 100 m                 | Guy Abrahams                                                                | 10,37   | Gerardo Suero                                                         | 10,53   | Esteban Briceño                                                             | 10,54   |
| Bieg na 200 m                 | Floyd Brown                                                                 | 21,30   | Rafael López                                                          | 21,33   | Tomás González Jesús Cabrera                                                | 21,45   |
| Bieg na 400 m                 | Colin Bradford                                                              | 46,41   | Michael Barnes                                                        | 46,84   | Dean Greenaway                                                              | 47,12   |
| Bieg na 800 m                 | Owen Hamilton                                                               | 1:48,2  | Eduardo Castro                                                        | 1:48,3  | Víctor Ramos                                                                | 1:49,7  |
| Bieg na 1500 m                | Ignacio Melecio                                                             | 3:48,1  | Osmán Escobar                                                         | 3:50,5  | Modesto Comprés                                                             | 3:54,7  |
| Bieg na 5000 m                | José Gómez                                                                  | 14:27,4 | Jaime Vélez                                                           | 14:43,0 | Lucirio Garrido                                                             | 14:50,4 |
| Bieg na 10 000 m              | Virgilio Herrera                                                            | 31:42,8 | Luis Haro                                                             | 32:04,6 | Celso Garro                                                                 | 32:48,8 |
| Bieg uliczny na 30 km         | Mario Cuevas                                                                | 1:26:24 | Radamés González                                                      | 1:27:35 | Andrés Romero                                                               | 1:27:38 |
| Bieg na 3000 m z przeszkodami | Demetrio Cabanillos                                                         | 9:18,6  | Lucirio Garrido                                                       | 9:18,7  | Octavio Guadarrama                                                          | 9:22,6  |
| Bieg na 110 m przez płotki    | Rafael Echavarría                                                           | 13,93   | Jorge Palacios                                                        | 13,94   | Mariano Reyes                                                               | 14,20   |
| Bieg na 400 m przez płotki    | Julio Ferrer                                                                | 51,4    | Carlos Yambot                                                         | 51,4    | Rafael Echavarría                                                           | 51,5    |
| Sztafeta 4 × 100 m            | Dominikana Gregorio García · Esteban Vázquez · Rafael Felix · Gerardo Suero | 40,02   | Jamajka Raymond Quarrie · Dennis Henry · Floyd Brown · Colin Bradford | 40,17   | Portoryko Luis Alers · Iván Mangual · Jesús Cabrera · Wilfredo Molina       | 40,72   |
| Sztafeta 4 × 400 m            | Jamajka Dennis Henry · Colin Bradford · Michael Barnes · Owen Hamilton      | 3:05,0  | Wenezuela Edison Reyes · Hipólito Brown · Eric Phillips · b.d.        | 3:08,9  | Dominikana Francisco Solis · Anatalio Ramírez · Gill Fortuna · Rafael Felix | 3:11,9  |
| Chód na 20 km                 | Félix Gómez                                                                 | 1:28:21 | Ernesto Canto                                                         | 1:28:53 | Rigoberto Medina                                                            | 1:34:41 |
| Skok wzwyż                    | Jorge Alfaro                                                                | 2,25    | Cristóbal de León                                                     | 2,17    | Rodolfo Madrigal                                                            | 2,12    |
| Skok o tyczce                 | Rubén Camino                                                                | 5,05    | Edgardo Rivera                                                        | 4,60    | N/A                                                                         | N/A     |
| Skok w dal                    | Ray Quiñones                                                                | 7,70    | Oswaldo Torres                                                        | 7,61    | Ubaldo Duany                                                                | 7,30    |
| Trójskok                      | Ricardo Goitizolo                                                           | 15,97   | José Salazar                                                          | 15,81   | Edgar Moreno                                                                | 15,54   |
| Pchnięcie kulą                | Nicolás Hernández                                                           | 18,49   | Bradley Cooper                                                        | 18,35   | Humberto Calvario                                                           | 17,46   |
| Rzut dyskiem                  | José Santa Cruz                                                             | 62,48   | Bradley Cooper                                                        | 61,24   | Luis Palacios                                                               | 49,70   |
| Rzut młotem                   | Alfredo Guillot                                                             | 62,10   | Ángel Cabrera                                                         | 58,52   | Luis Martínez                                                               | 54,44   |
| Rzut oszczepem                | Reinaldo Patterson                                                          | 82,24   | Amado Morales                                                         | 77,70   | Dionisio Quintana                                                           | 76,58   |
| Dziesięciobój                 | Carlos Palacios                                                             | 6882    | Juan Ríos                                                             | 6716    | Pedro Herrera                                                               | 6525    |

### Kobiety
| Konkurencja                | 1. miejsce                                                             | Wynik   | 2. miejsce                                                                      | Wynik   | 3. miejsce                                                                       | Wynik   |
| -------------------------- | ---------------------------------------------------------------------- | ------- | ------------------------------------------------------------------------------- | ------- | -------------------------------------------------------------------------------- | ------- |
| Bieg na 100 m              | Leleith Hodges                                                         | 11,64   | Rosie Allwood                                                                   | 11,79   | Darcy Bryant                                                                     | 11,96   |
| Bieg na 200 m              | Merlene Ottey                                                          | 23,44   | Elsa Antúnez                                                                    | 24,34   | Divina Estrella                                                                  | 24,41   |
| Bieg na 400 m              | Debbie Byfield                                                         | 54,29   | Carol Cummings                                                                  | 54,92   | Nancy Calveart                                                                   | 55,02   |
| Bieg na 800 m              | María Ribeaux                                                          | 2:09,0  | Eloína Kerr                                                                     | 2:09,3  | Ana Orendaín                                                                     | 2:11,0  |
| Bieg na 1500 m             | Melquises Fonseca                                                      | 4:40,0  | Sergia Martínez                                                                 | 4:41,2  | Angelita Lind                                                                    | 4:42,4  |
| Bieg na 3000 m             | Melquises Fonseca                                                      | 10:06,6 | Rosa Domínguez                                                                  | 10:11,8 | Irma Hernández                                                                   | 10:15,0 |
| Bieg na 100 m przez płotki | Lorlee Giscombe                                                        | 14,28   | Marisela Peralta                                                                | 14,44   | Maritza de la Guardia                                                            | 14,84   |
| Bieg na 400 m przez płotki | Marcela Chivás                                                         | 59,78   | Stephanie Vega                                                                  | 1:00,21 | Divina Estrella                                                                  | 1:02,43 |
| Sztafeta 4 × 100 m         | Jamajka Leleith Hodges · Dorothy Scott · Rosie Allwood · Merlene Ottey | 44,02   | Dominikana Felicia Candelario · Divina Estrella · Teresa Almanzar · Ana Hotesse | 46,79   | Portoryko Georgina López · Nilsa Paris · Marie-Lande Mathieu · Madeline de Jesús | 47,16   |
| Sztafeta 4 × 400 m         | Kuba Nancy Calveart · Eloína Kerr · María Ribeaux · Marcela Chibás     | 3:41,8  | Jamajka Fredricka Wright · Carol Cummings · Debbie Byfield · Verone Webber      | 3:42,8  | Wenezuela Arelis Pulvet · Yaneth Carvajal · Elsa Antúnez · Adriana Marchena      | 3:45,9  |
| Skok wzwyż                 | Silvia Costa                                                           | 1,80    | Elisa Ávila                                                                     | 1,78    | Reina Mateu                                                                      | 1,76    |
| Skok w dal                 | Emilia Lenk                                                            | 5,90    | Madeline de Jesús                                                               | 5,87    | Odalys Herrera                                                                   | 5,79    |
| Pchnięcie kulą             | Rosa Fernández                                                         | 17,88   | Marcelina Rodríguez                                                             | 17,80   | Patricia Andrus                                                                  | 13,46   |
| Rzut dyskiem               | Salvadora Vargas                                                       | 55,30   | Maritza Martén                                                                  | 50,22   | Laura Aguiñaga                                                                   | 44,90   |
| Rzut oszczepem             | Ana María González                                                     | 54,16   | Mayra Vila                                                                      | 49,36   | Martha Blanco                                                                    | 44,88   |
| Pięciobój                  | María Ángeles Cato                                                     | 3907    | Elida Aveillé                                                                   | 3840    | Ansis Salazar                                                                    | 3618    |

## Klasyfikacja medalowa
*   Gospodarz ( Meksyk)
| Miejsce | Reprezentacja              | Złoto | Srebro | Brąz | Razem |
| ------- | -------------------------- | ----- | ------ | ---- | ----- |
| 1       | Kuba                       | 17    | 9      | 11   | 37    |
| 2       | Jamajka                    | 9     | 5      | 0    | 14    |
| 3       | Meksyk*                    | 8     | 5      | 7    | 20    |
| 4       | Portoryko                  | 2     | 6      | 6    | 14    |
| 5       | Dominikana                 | 1     | 5      | 5    | 11    |
| 6       | Panama                     | 1     | 0      | 0    | 1     |
| 6       | Gwatemala                  | 1     | 0      | 0    | 1     |
| 8       | Wenezuela                  | 0     | 7      | 6    | 13    |
| 9       | Bahamy                     | 0     | 2      | 0    | 2     |
| 10      | Kostaryka                  | 0     | 0      | 3    | 3     |
| 11      | Brytyjskie Wyspy Dziewicze | 0     | 0      | 1    | 1     |
| Razem   | Razem                      | 39    | 39     | 39   | 117   |